# Basketball-Südamerikameisterschaft der Damen 1986
Die Basketball-Südamerikameisterschaft der Damen 1986, die zwanzigste Basketball-Südamerikameisterschaft der Damen, fand zwischen dem 16. und 18. April 1986 in Guaratinguetá, Brasilien statt, das zum dritten Mal die Meisterschaft ausrichtete. Gewinner war der Gastgeber, der ungeschlagen zum elften Mal die Südamerikameisterschaft der Damen erringen konnte. 

## Teilnehmende Mannschaften
Argentinien

 Brasilien

 Kolumbien

 Peru

## Modus
Gespielt wurde in Form eines Rundenturniers zu vier Mannschaften. Jede Mannschaft spielte gegen jede andere genau einmal, sodass jede Mannschaft drei Spiele (insgesamt wurden sechs Spiele absolviert) absolvierte. Pro Sieg gab es zwei Punkte, für eine Niederlage immerhin noch einen Punkt. Die punktbeste Mannschaft wurde Basketball-Südamerikameister der Damen 1986. Bei Punktgleichheit entschied der Direkte Vergleich. 

## Ergebnisse
| Platzierung | Mannschaft  | Punkte | G | V | Körbe   | Diff |
| ----------- | ----------- | ------ | - | - | ------- | ---- |
| 1           | Brasilien   | 6      | 3 | 0 | 380:190 | +190 |
| 2           | Peru        | 5      | 2 | 1 | 186:252 | −66  |
| 3           | Kolumbien   | 4      | 1 | 2 | 272:287 | −15  |
| 4           | Argentinien | 3      | 0 | 3 | 208:317 | −109 |

|                                        |  | Peru | 71 – 61 | Kolumbien |  |
| Punkte pro Halbzeit: 34 : 25, 37 : 36. |  |      |         |           |  |
|                                        |  |      |         |           |  |
|                                        |  |      |         |           |  |

|                                        |  | Brasilien | 132 – 49 | Argentinien |  |
| Punkte pro Halbzeit: 66 : 25, 66 : 24. |  |           |          |             |  |
|                                        |  |           |          |             |  |
|                                        |  |           |          |             |  |

|                                        |  | Brasilien | 124 – 45 | Peru |  |
| Punkte pro Halbzeit: 72 : 24, 52 : 21. |  |           |          |      |  |
|                                        |  |           |          |      |  |
|                                        |  |           |          |      |  |

|                                        |  | Kolumbien | 115 – 92 | Argentinien |  |
| Punkte pro Halbzeit: 56 : 48, 59 : 44. |  |           |          |             |  |
|                                        |  |           |          |             |  |
|                                        |  |           |          |             |  |

|                                        |  | Peru | 70 – 67 | Argentinien |  |
| Punkte pro Halbzeit: 47 : 35, 23 : 32. |  |      |         |             |  |
|                                        |  |      |         |             |  |
|                                        |  |      |         |             |  |

|                                        |  | Brasilien | 124 – 96 | Kolumbien |  |
| Punkte pro Halbzeit: 68 : 56, 56 : 40. |  |           |          |           |  |
|                                        |  |           |          |           |  |
|                                        |  |           |          |           |  |

| Brasilien           |
| Meister Brasilien   |
| Elfte Meisterschaft |

## Abschlussplatzierung
| Rang | Mannschaft  |
| ---- | ----------- |
| 1    | Brasilien   |
| 2    | Peru        |
| 3    | Kolumbien   |
| 4    | Argentinien |